# Reserva Natural de Sebes
La Reserva Natural de Fauna Salvatge de Sebes i Meandre de Flix (Ribera d'Ebre) són dos espais fluvials inclosos al Pla d'Espais d'Interès Natural (PEIN). L'any 1995 van ser declarats Reserva Natural de Fauna Salvatge, sota la denominació de Riberes de l'Ebre a Flix.

## Descripció
Amb una superfície de 204 hectàrees, la zona de Sebes és un espai fluvial que conserva bona mostra de vegetació aigualosa i de ribera. Comprèn l'espai natural de Sebes, situat al marge esquerre del riu Ebre, aigües amunt de l'ambassament de Flix, on s'ha format un dels canyissars més extensos de Catalunya i on es conserva un bosc de ribera gairebé intacte que creix esplendorosament a les illes fluvials. La Reserva Natural de Fauna Salvatge inclou aquesta zona d'aiguamolls, les illes fluvials i una franja de protecció de seixanta metres de riu al seu voltant.
La zona del meandre s'estén al llarg dels gairebé cinc quilòmetres d'aquest estrangulat revolt que forma l'Ebre. La reserva inclou una antiga illa fluvial situada sota el castell de Flix i bona part dels marges i tram del riu. A causa de la regulació del cabal, funciona la major part de l'any gairebé com un meandre abandonat, amb poca fondària i poc cabal. El fort contrast entre aquests espais fluvials i els talussos que el voregen, amb una vegetació de màquia i brolles típiques d'ambients amb baixa pluviometria, fa que puguem trobar en molt poc espai elements de vegetació i fauna característics dels dos ecosistemes tan contraposats per l'abundància o manca d'aigua. Aquestes característiques, juntament amb l'escassa activitat agrícola en els darrers cent anys, fan de la Reserva Natural de Sebes la segona zona molla en importància i extensió de la província de Tarragona.
Des de 1999 hi ha un centre d'informació conegut com a Mas del Director. Hi ha també dues passeres i la bifurcació d'una d'elles, que estan fetes de fusta i permeten endinsar-nos respectuosament a l'espai natural. Una d'elles la trobem a la zona del canyissar i arriba fins a un observatori prop d'una llacuna regenerada; és aquí on recentment s'ha treballant en la construcció d'una nova passera i un nou aguait que permet l'accés a la zona de la Vall de Sant Joan; l'altra passera està a l'interior del bosc de ribera. Al Mas de Pitoia s'ha inaugurat el Centre d'Interpretació del Camí de Sirga, nova seu de l'Àrea d'Educació Ambiental de Sebes, que compta amb una aula de natura, una sala de recepció, un museu i un audiovisual que reten homenatge als llaguters i sirgadors d'aquella època.
La Fundació Territori i Paisatge va finançar la redacció del Pla de Gestió d'aquest espai natural gestionat conjuntament per la Generalitat de Catalunya, l'Ajuntament de Flix i el grup local Grup de Natura Freixe. Des de l'any 2001 es du a terme el projecte de reintroducció de la cigonya blanca a les Terres de l'Ebre i també la recuperació d'herbassars inundables mitjançant la pastura amb cavalls de la Camarga.